# Resursele energetice ale Pământului
Industria energetică a devenit o ramură importantă în cadrul economiei mondiale, odată cu descoperirea mașinii cu aburi și valorificarea resurselor carbonifere în secolul al XVIII-lea în țările europene și în secolul al XIX-lea în America de Nord.
Cea de-a doua parte a secolului al XIX-lea, marcată prin descoperirea posibilităților de obținere a energiei electrice pe baza combustibililor solizi și a hidroenergiei, precum și prin trecerea la exploatarea industrială a resurselor de petrol, a constituit un moment deosebit în dezvoltarea energeticii. Ulterior, realizarea motoarelor cu ardere internă a stimulat o creștere rapidă a prospecțiunilor și a exploatărilor de petrol, acesta devenind un combustibil tot mai solicitat pe piața mondială.
Alături de petrol, în secolul nostru s-a trecut și la valorificarea resurselor de gaze naturale, iar în etapa contemporană se realizează un vast program de utilizare a energiei nucleare, precum și a altor surse de energie primară.
S-a ajuns astfel la conturarea unei ramuri industriale - energetica - cu un rol deosebit în dezvoltarea de ansamblu a industriei și a întregii economii mondiale. În ultimele decenii se constată o evoluție extrem de rapidă a producției de surse de energie primară și de energie electrică (de exemplu, producția mondială de petrol a crescut de șapte ori, cea de energie electrică de zece ori, de cărbune aproape de două ori).

## Rezervele energetice ale României
Sursele de energie: combustibili minerali (cărbune, petrol, gaze naturale, șisturi bituminoase), resursele de energie ale apei (căderi de apă, maree, curenți maritimi, etc.), energie nucleară care utilizează uraniul și în perspectivă hidrogenul obținut din aer și apă, precum și alte surse (lemn, energia geotermică și energia eoliană).
- Cărbune În ansamblul resurselor de combustibili minerali, cărbunele reprezintă una dintre sursele cele mai importante sub aspectul rezervelor, producției și a variantelor lui utilizări.

Cărbunele este o rocă sedimentară formată prin incarbonizarea resturilor vegetale, fiind cantonat în strate de grosimi variabile, intercalate cu alte strate de steril, de vârsta permocarboniferă până la neozoică.
România are resurse apreciabile de lignit, exploatabile în bazinul din nordul Olteniei, care concentrează 90% din rezervele de lignit ale țării, în zona dintre Crișul Repede și Someș, Rovinari, Schitu Golești, Baraolt ș.a., de huilă situate în bazinele Petroșani și Banat, și de cărbune brun în bazinele Comănești-Asău și Almaș.
- Petrol

Dintre principalele resurse de materii prime, a căror valorificare a fost legată de dezvoltarea puternică a industriei în a doua jumătate a secolului al XIX-lea și mai ales, în secolul nostru, un loc deosebit îi revine petrolului.
Rezervele însemnate în România, situate în Câmpia Română, în zona subcarpatică dintre Buzău și Dâmbovița, în Piemontul și Subcarpații Getici, în zona flișului din Moldova și în Câmpia de Vest.
- Gaze naturale

Cu o mare putere calorică care variază între 5500 și 12500 kcal/m3, cu întrebuințări multiple în industrie, aceste hidrocarburi au o largă utilizare în viața economică modernă. Gazele naturale constituie un combustibil de foarte bună calitate, înlocuind cărbunii în anumite procese tehnologice, precum și la încălzirea locuințelor.